# Pleasanton, Kansas
Pleasanton là một thành phố thuộc quận Linn, tiểu bang Kansas, Hoa Kỳ. Năm 2010, dân số của xã này là 1216 người.

## Dân số
Dân số các năm:
- Năm 2000: 1387 người
- Năm 2010: 1216 người